# Ernst Lundström
Ernst Andreas Johannes Lundström, född 14 september 1853 i Stockholm, död 17 januari 1931 i Stockholm, var en svensk konstnär och konsthantverkare. 
Han var son till expeditionssekreteraren Johan August Lundström och Charlotte Hamrén och från 1880 gift med Matilda Christina Rudenschöld. Han var far till generalmajor Åge Lundström och farfar till porträttmålaren Signe von der Esch. Han studerade vid Konstakademien i Stockholm 1877-1879 och vid Edvard Perséus fria målarskola i Stockholm. Han vistades därefter i Tyskland, Belgien, Frankrike och Italien för konststudier. Han tillhörde 1885 de så kallade opponenterna och var under några år även styrelseledamot i Konstnärsförbundet. Vid konstschismen 1890 anslöt han sig till Svenska konstnärernas förening. Hans konst består av landskap med motiv från Frankrike, Italien och Västmanland i Sverige ofta med aftonstämning eller med månsken samt skärgårdsmotiv. Han medverkade i den nordiska konstutställningen i Köpenhamn 1883 och i världsutställningen i Chicago 1893. Runt sekelskiftet 1900 var han huvudsakligen verksam som konsthantverkare och utförde tillsammans med Nils Kreuger ett skåp som ställdes ut i Stockholm 1897. Tillsammans med Olof Arborelius, Mauritz Lindström och Axel Fahlcrantz ingick han i gruppen Engelsbergsmålarna. Lundström är representerad vid Nationalmuseum, Stockholm.